# Thomas von Stegmann
Thomas von Stegmann (* 1958) ist ein ehemaliger deutscher Basketballspieler.

## Laufbahn
1975 nahm von Stegmann mit der bundesdeutschen Kadettennationalmannschaft an der Europameisterschaftsrunde dieser Altersklasse teil, ein Jahr später gehörte er zum deutschen Kader bei der Junioren-EM.
Ab dem Spieljahr 1976/77 und bis 1983 gehörte von Stegmann zur Bundesliga-Mannschaft von TuS 04 Leverkusen. 1979 wurde er mit den Rheinländern deutscher Meister. Der 2,10 Meter große von Stegmann lief für Leverkusen auch im Europapokal auf. In der Bundesliga kam er für Leverkusen auf 182 Einsätze (7 Punkte/Spiel). In den 1980er Jahren spielte er für den TK Hannover in der 2. Basketball-Bundesliga.
Zwischen 1975 und 1978 bestritt er 19 A-Länderspiele für die BR Deutschland.